# Opel Vita
Opel Vita var en minibilsmodel fra den tyske bilfabrikant Opel. Modellen blev fremstillet i to generationer, som svarede til Corsa B hhv. C. Produktionen fandt sted hos General Motors East Africa Ltd. i Kenya. 

## Generationer
Modellen, som kun fandtes som højrestyret, blev bygget i følgende to generationer:
- Første generation
1995–2001
- Anden generation
2001–2009

| Stub | Spire Denne bilrelaterede artikel er en spire som bør udbygges. Du er velkommen til at hjælpe Wikipedia ved at udvide den. |